# Al-Hakam Ier
Pour les articles homonymes, voir Al-Hakam.
Abû al-`Âs “al-Murtazî” al-Hakam ben Hichâm ou Al-Hakam Ier (arabe : أبو العاص “المرتضى” الحكم بن هشام), né en 771 et mort le 21 mai 822, succède à son père Hichâm Ier comme émir omeyyade de Cordoue en 796.
Selon les dires de l'historien Al Maqqari, c'est sous son règne que les avis juridiques (fatawa) édictés dans l'Émirat de Cordoue prirent pour référence l'école (madhhab) de Mâlik ibn Anas et des Médinois (Ahl al-Madinah), appelée malikisme. Auparavant, l'école majoritairement suivie en Andalousie musulmane était celle d'al-Azwa'i et des Syriens (Ahl al-Cham).

## Biographie

### Arrivée au trône et tentations de pouvoir de ses oncles
Il succède à son père qui, pour des raisons inconnues, l'avait préféré à son frère aîné Abd el-Malik. Après la mort de Hicham Ier, ses oncles exilés, Suleyman et Abdallah, réapparaissent sur la scène politique andalouse, malgré leur promesse faite sept ans plus tôt à son père de ne jamais revenir en péninsule ibérique. À peine Hicham inhumé, ils traversent à nouveau la Méditerranée, déterminés à reconquérir ce qu’ils estiment être leur héritage. Tous deux cherchent à rallier des soutiens : Suleyman s’appuie principalement sur les tribus berbères, tandis qu’Abdallah tente de s’établir dans la Marche supérieure. Dans ce contexte, Abdallah sollicite l’aide de Charlemagne, qui, en 798, décide de lancer une offensive contre Al-Andalus. Les préparatifs de l’expédition sont cependant retardés, et ce n’est qu’en 800 que le prince Louis, fils de Charlemagne, mène une campagne dans le nord-est de la péninsule, pillant Huesca et Lérida avant de mettre le siège devant Barcelone, qu’il parvient à prendre en 801.
Les efforts de Suleyman, en revanche, se soldent par des échecs militaires répétés. Il est finalement capturé par le gouverneur berbère de Mérida et livré à Cordoue en 800. Durant son règne, son père Hicham Ier avait choisi de l’épargner, autant par clémence que par souci politique : exécuter un fils d’Abd al-Rahman Ier aurait pu nuire à la légitimité de la jeune dynastie omeyyade de Cordoue. Al-Hakam Ier lui fait un choix différent. Dans une logique de consolidation du pouvoir et d’exemplarité, il fait exécuter son oncle pour haute trahison et rébellion contre l’autorité dynastique.
Abdallah, pour sa part, connaît un sort plus favorable. Bien qu’il soit repoussé de Huesca, il réussit à s’établir à Valence. Il y conclut un accord avec Al-Hakam Ier, reconnaissant la suzeraineté de Cordoue en échange du gouvernement de la ville, d’une autonomie élargie et d’une allocation mensuelle. Cet arrangement constitue un tournant politique important : il permet d’intégrer durablement les régions orientales, jusqu’alors peu soumises au pouvoir central, dans l’orbite omeyyade. Par la même occasion, l’émir détourne les ambitions militaires d’Abdallah — désormais connu sous le nom d’al-Balansī — et de ses fils vers le nord de la péninsule, où la présence franque représente une menace croissante. L’accord, à la fois stratégique et pacificateur, satisfait l’ensemble des parties prenantes.

### Réponses d'Al-Hakam face aux insurrections
Toutefois, des gouverneurs profitent de ses défaites contre les armées chrétiennes du nord pour se révolter, parmi lesquels les puissants Banu Qasi, et doit instaurer un règne de terreur pour venir à bout de ces troubles. Ainsi, un certain Ubaid Allah[Qui ?] prend le pouvoir à Tolède et proclame son indépendance, et Al-Hakam n'hésite pas à faire massacrer tous les notables de la ville (journée de la Fosse (es)) pour impressionner la population locale. Mérida subit pendant sept ans la répression d'une révolte, et la ville de Cordoue n'est pas non plus épargnée (818, révolte du Faubourg).
Autre acte de cruauté fameux, Al-Hakam fait castrer des fils de sujets libres afin d'en faire des serviteurs à sa cour. L'historiographie musulmane explique son acte par « la fascination qu'il éprouverait pour la beauté des eunuques »,.
Pour le chroniqueur Ibn Hazm, il était le dirigeant omeyyade le plus sanglant et le plus tyrannique qu'ait connu Cordoue.

### La révolte du Faubourg (818)
En 814, un groupe d'Oulémas de Cordoue — parmi lesquels Yahya ibn Yahya al-Laythi, Issa ibn Dinar et Talout ibn Abd al-Jabbar al-Ma‘afiri — organisa un complot visant à renverser Al-Hakam. Ils dénonçaient sa cruauté, ses violations des préceptes religieux, son immersion dans les plaisirs, l’ivresse, ainsi que les meurtres qu’il avait commis parmi les notables de la ville, ce qui avait attisé la haine de ses habitants à son égard.
En réponse, al-Hakam entreprit de fortifier Cordoue : il renforça ses murailles, creusa des fossés, rassembla des chevaux devant son palais, augmenta le nombre des Saqalibas et organisa une garde armée permanente à l’entrée de son palais. Ces mesures accrurent la haine des habitants, en particulier dans les faubourgs de Cordoue.
Ces Oulémas voyaient en lui un dirigeant corrompu, et trouvèrent en un autre Omeyyade nommé Muhammad ibn al-Qasim al-Marwani un possible remplaçant digne du pouvoir. Cependant, craignant les conséquences d’un échec, Muhammad ibn al-Qasim décida de révéler le complot à al-Hakam. Ce dernier fit arrêter plusieurs conspirateurs, tandis que d’autres, comme Yahya ibn Yahya et Issa ibn Dinar, réussirent à fuir.
En guise de représailles, al-Hakam ordonna la crucifixion le long du Guadalquivir de soixante-douze hommes impliqués dans la conspiration. Cet acte ne fit qu’accentuer la peur et la haine que lui vouait le peuple. Une légende rapportée à Cordoue évoque une anecdote concernant Hudayr, chef de la garde d’une des portes du palais. Celui-ci aurait refusé d’exécuter l'ordre de crucifixion donné par Al-Hakam, déclarant : « Face à toi, en vérité, mon émir, je redouterais que nous nous retrouvions un jour dans l’une des salles du Ciel, et que tu m’accuses, comme moi je t’accuserais, de ce que nous avons fait. » Selon le récit, un autre officier, nommé Ibn Nadir, se serait alors chargé de l’exécution de l’ordre.
En 818, le peuple cordouan lui en voulait encore pour cet incident ainsi que pour ses taxes écrasantes. Un groupe de paysans l'interpella pour l'intimider alors qu’il passait par le marché du faubourg (ar-Rabaḍ). En réaction, al-Hakam ordonna l’arrestation de dix hommes parmi eux et leur crucifixion.
Peu après, une altercation éclata entre l’un des esclaves d’al-Hakam et un forgeron, l’esclave tua l’artisan. Ce meurtre provoqua la colère populaire, surtout chez les habitants du faubourg de Secunda, au sud de Cordoue, qui prirent les armes et décidèrent de se soulever contre le pouvoir.
Les insurgés affluèrent vers le palais de toutes parts, tandis que les soldats, les Omeyyades et les esclaves de l’émir s’y retranchaient. Al-Hakam envoya alors son commandant et cousin, Ubayd-Allah Al-Balansi, accompagné de son chambellan, Abd-al-Karim ibn Abd-al-Wahid ibn Al-Mughith, à la tête d’une troupe qui repoussa les rebelles hors de la cour du palais.
Al-Hakam descendit du haut du palais, enfila son armure, monta à cheval et exhorta ses hommes à se battre. Ceux-ci livrèrent une bataille acharnée devant lui. Il ordonna à son cousin Ubayd Allah d’ouvrir une brèche dans la muraille. Ubayd Allah en sortit avec une unité militaire et attaqua par surprise les habitants du faubourg par l’arrière.
Les forces d’al-Hakam poursuivirent le combat jusqu’à entrer dans le faubourg de Secunda, où elles mirent le feu. Les insurgés se dispersèrent en tentant de sauver leurs maisons en flammes. Les soldats de l’émir incendièrent systématiquement les habitations du faubourg, causant une lourde défaite aux habitants et de nombreuses pertes humaines. Ceux qui furent trouvés chez eux furent faits prisonniers.
Al-Hakam choisit trois-cent prisonniers, ordonna leur exécution et leur crucifixion tête en bas. Les pillages, les meurtres, les incendies et les destructions se poursuivirent dans les faubourgs de Cordoue pendant trois jours.
La rébellion terminée, parmi les savants soupçonnés de conspiration et qui s’étaient réfugiés hors de la capitale par crainte de la répression, plusieurs sont finalement amnistiés. C’est notamment le cas de Yahya Ibn Yahya, exilé à Tolède, à qui l’on accorde un sauf-conduit ainsi que l’autorisation de revenir s’installer à Cordoue.

### Campagnes militaires face aux armées chrétiennes et dernières années de sa vie

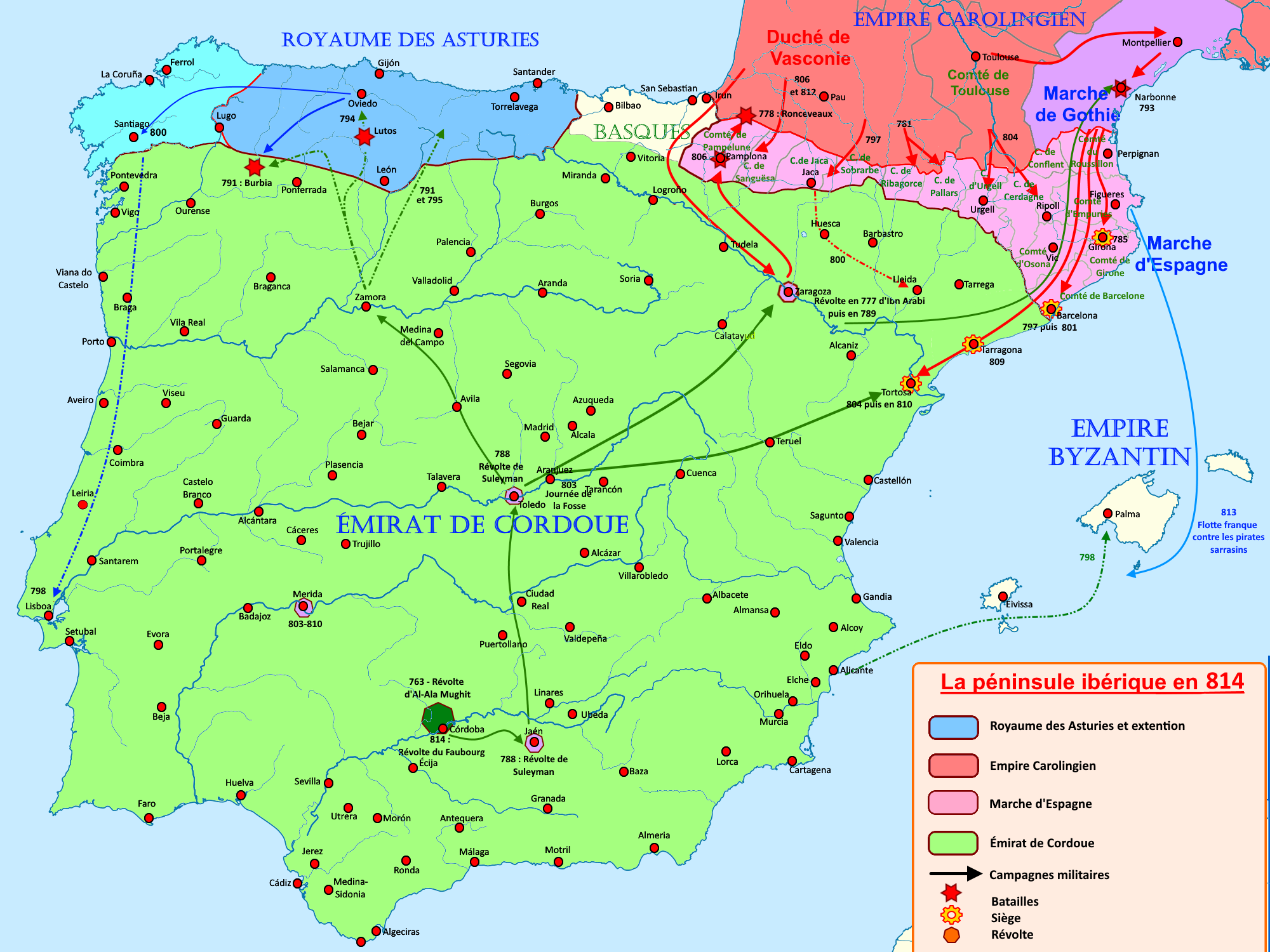
Carte de la péninsule ibérique en 814 avec les campagnes de Charlemagne et la création de la marche d'Espagne.

À la suite de la chute de Barcelone, événement qui le marque profondément, Al-Hakam Ier intensifie ses campagnes militaires vers le nord, parfois en les dirigeant lui-même, dans le but de stopper les incursions francs et asturiennes qui dévastent les régions frontalières d’al-Andalus. Dès la fin de la guerre civile interne, il relance les expéditions militaires printanières (saïfa), tradition initiée par son père, afin de réprimer les offensives asturiennes, notamment en Vieille-Castille, une zone particulièrement visée par ses campagnes.
Al-Hakam parvient à mettre un coup d’arrêt définitif à l’expansion franque vers le sud après plusieurs années de conflits. En 807, une armée dirigée par son fils Abd al-Rahman inflige une défaite aux troupes de Louis le Pieux, alors en campagne autour de Tarragone. À la suite de ces affrontements, une zone tampon peu peuplée se forme entre les territoires francs et musulmans, s’étendant entre Barcelone, d’un côté, et Tortosa, Tarragone et Huesca, restées sous contrôle musulman. Une trêve est ensuite conclue entre Al-Hakam et Charlemagne.
Malgré les ressources mobilisées par l’Empire carolingien, celui-ci échoue à progresser plus avant face à la résistance du pouvoir omeyyade de Cordoue. Cette ligne de front, relativement stable, perdure jusqu’à la chute du califat omeyyade. À cette époque, les musulmans contrôlent environ les trois quarts de la péninsule Ibérique, tandis que des entités chrétiennes émergent dans le nord : le royaume des Asturies à l’ouest, le royaume de Navarre encore sous influence franque, ainsi que plusieurs principautés pyrénéennes, dont le comté de Barcelone et la vallée d’Andorre.

Avant sa mort il laisse à son héritier Abd-al-Rahman II l'un des testaments les plus célèbres de l'Histoire arabo-musulmane, pour son éloquence en langue arabe et pour la manière dont il illustre la vision des Emirs omeyyade du pouvoir :
"J’ai consolidé pour toi le monde, j’ai soumis à toi les ennemis, j’ai redressé les fondements du califat et j’ai écarté de toi la discorde et les conflits. Suis donc la voie que je t’ai tracée. Et sache que la chose la plus prioritaire pour toi, la plus obligatoire, c’est de veiller sur ta famille, puis sur ta tribu, ensuite sur ceux qui leur succèdent parmi tes alliés et partisans. Car ce sont eux tes soutiens, tes partisans, ceux qui partagent avec toi tes joies et tes peines. Places donc ta confiance en eux, et fais-les bénéficier de tes faveurs."

## Source
- André Clot, L’Espagne musulmane (VIIIe~XVe siècle), Paris, Perrin, 1999 (réimpr. 1999), 429 p. [détail des éditions] (ISBN 2-262-01425-6)

Cet article comprend des extraits du Dictionnaire Bouillet. Il est possible de supprimer cette indication, si le texte reflète le savoir actuel sur ce thème, si les sources sont citées, s'il satisfait aux exigences linguistiques actuelles et s'il ne contient pas de propos qui vont à l'encontre des règles de neutralité de Wikipédia. Les informations données sont peut-être désormais erronées ou incorrectes : vous pouvez partager vos connaissances en améliorant ou en modifiant cet article.